# Сак'єт-ез-Зіт
Сак'єт-ез-Зіт (араб. ساقية الزيت) — місто в Тунісі. Входить до складу вілаєту Сфакс. Станом на 2004 рік тут проживало 44 886 осіб.